# Under Pressure
«Under Pressure» (en español: «Bajo Presión») es una canción del año 1981, grabada por la banda de rock británica Queen y el cantante David Bowie para el álbum de Queen, Hot Space editado en 1982. Originalmente lanzado como sencillo en octubre de 1981, más tarde fue incluido en el álbum de Queen de 1982, Hot Space. La canción alcanzó el número uno en la lista de singles del Reino Unido, convirtiéndose en el segundo éxito número uno de Queen en su país de origen (después de "Bohemian Rhapsody" de 1975, que encabezó la lista durante nueve semanas) y el tercero (cuarto en las listas de NME y Melody Maker, donde The Jean Genie también fue número 1) de Bowie (después de la reedición de 1975 de "Space Oddity" y Ashes to Ashes en 1980). Fue el undécimo "top ten" de Queen en Reino Unido, mientras que para Bowie era ya el decimosexto single en alcanzar el top 10. La canción se ubicó en el top 10 en más de diez países de todo el mundo, y alcanzó el número 29 en el Billboard Hot 100 de EE. UU, en enero de 1982.
La canción ha sido descrita como una "canción de rock monstruo que se destacó" en el álbum Hot Space, así como "una canción pop increíblemente poderosa y conmovedora". Fue incluido en el número 31 en las 100 mejores canciones de VH1 de los años 80, y votó la segunda mejor colaboración de todos los tiempos en una encuesta realizada por la esa Rolling Stone. Se tocó en vivo en todos los conciertos de Queen desde 1981 hasta el final de la carrera de gira de la banda en 1986. Las grabaciones en vivo aparecen en los álbumes en vivo de Queen, Queen Rock Montreal y Live at Wembley '86. La canción se incluyó en algunas ediciones de las primeras compilaciones de Greatest Hits de Queen, como el lanzamiento original de Elektra de 1981 en los EE. UU. Se incluye en los álbumes recopilatorios de la banda Greatest Hits II, Classic Queen y Absolute Greatest, así como en compilaciones de Bowie como Best of Bowie (2002), The Platinum Collection (2005), Nothing Has Changed (2014), Legacy (2016) y Re: Call 3 (2017).

## Colaboración
Originalmente, en un principio, Bowie se había juntado con Queen, ya que él iba a cantar los coros de fondo de la canción "Cool Cat" de Queen, pero al final no hicieron esto, ya que la banda y Bowie se sintieron disconformes. Entonces, después de pasar un tiempo de estar juntos, escribieron esta canción.

## Creación, antecedentes y composición
La versión final de la canción, que se convirtió en "Under Pressure", evolucionó de un encuentro casual y fue desarrollada durante una sesión de improvisación que surgió del encuentro jam session que Bowie tuvo con la banda en el estudio de Queen en Montreux, Suiza. Por lo tanto, los derechos de la canción son para los cinco músicos.
Bowie había ido originalmente a Mountain Studios para hacer y cantar coros en la otra canción de Queen "Cool Cat", pero su voz fue eliminada de la canción final porque no estaba satisfecho con su actuación. Como los coros no funcionaron, la banda y Bowie empezaron a improvisar sobre la base musical (arpegios de guitarra, bajo y batería) de otra canción llamada "Feel Like" que había escrito Roger Taylor para el disco y que Queen no había terminado. El canto scat que domina gran parte de la canción es evidencia de los inicios de improvisación. También ha habido una cierta confusión sobre quién creó la famosa línea de bajo de la canción. El bajista de Queen John Deacon (según una entrevista para Francia en 1984) dijo (en una entrevista de la revista japonesa Musiclife en 1982, y la anterior entrevista) que David Bowie lo había creado, y que, sin embargo, según el bajista de Queen John Deacon (citado en una revista francesa en 1984), el compositor musical de la melodía vocal principal de la canción fue Freddie Mercury — aunque todos ayudaron a arreglarla y contribuyeron al acuerdo, el resto trabajaron haciendo arreglos. Brian May recordó a la revista Mojo, en octubre de 2008, que "fue difícil, porque tenías cuatro niños muy precoces y David, que era lo suficientemente precoz para todos nosotros. David se hizo cargo de la canción líricamente. Mirando hacia atrás, es una gran canción, pero debería haberse mezclado de manera diferente. Freddie y David tuvieron una feroz batalla por eso. Es una canción importante debido a David y su contenido lírico". En definitiva el tema surgió a partir de una lluvia de ideas y aportes varios, tanto de David Bowie como de Queen. También hay una versión anterior y embrionaria, que es como el embrión de la canción y sin Bowie llamada Feel Like y está ampliamente extensamente disponible en forma de contrabando, y fue escrita por el baterista de Queen, Roger Taylor. En entrevistas posteriores más recientes, el guitarrista de Queen Brian May y el baterista Roger Taylor han acreditado y atribuyeron el riff de la línea de bajo a John Deacon; Bowie también dijo en su página web que la línea de bajo fue escrito ya antes de que él se integrara a la canción. Roger Taylor, en una entrevista para el documental de la BBC Queen: the Days of Our Lives, declaró que Deacon realmente creó la línea de bajo, afirmando que durante las sesiones en el estudio había estado tocando el riff una y otra vez. También afirma que cuando la banda regresó de la cena, Deacon, divertida, olvidó el riff, pero afortunadamente Taylor todavía podía recordarlo. Brian May aclaró las cosas en un artículo de 2016 Mirror Online, escribiendo que en realidad fue Bowie, no Taylor, quien cambió el riff sin darse cuenta. El riff comenzó cuando "Deacy comenzó a tocar, 6 notas iguales, luego una nota un cuarto down". Después de la pausa para la cena, Bowie cambió la memoria de Deacon del riff a "Ding-Ding-Ding Diddle Ing-Ding". Acerca de quién fue el compositor de la línea de bajo, la línea de bajo tiene un cierto parecido con el primer tema, del o en el tercer movimiento de la primera sinfonía de Jean Sibelius de o en 1898. En todo caso, la edición de septiembre de 2005 de la popular revista musical online Style seleccionó la línea de bajo como la mejor de la historia popular de la música. El primer título de la canción fue People on Streets, pero después se cambió a Under Pressure.
Tal como especifica David Buckley en su biografía sobre David Bowie, el cantante aportó toda la letra de la canción, que había compuesto bajo el título "People On Streets", y Freddie Mercury y él improvisaron una melodía vocal introduciendo la letra en la música. Durante la canción hay algunas palabras sin sentido cantadas por Freddie Mercury que surgieron de esa improvisación melódica mientras adaptaban la letra.
Como anécdota, es fácil encontrar en forma de bootleg el embrión de esta canción, sin Bowie, tal cual la escribió Roger Taylor, bajo el título "Feel Like".

## Implicación de Taylor
Se rumoreaba con frecuencia que Roger Taylor fue el principal escritor de la canción, sin embargo, parece que él ejerció solo de intermediario entre Mercury y Bowie, ya que conoció a este último durante un periodo de desintoxicación en una clínica suiza. Taylor estuvo implicado en la producción de la canción e hizo algunas mezclas preliminares con Bowie en Nueva York, pero Bowie estaba insatisfecho con estos resultados y deseó regrabar todo. Al final, la mezcla fue realizada con ayuda de Freddie Mercury y del ingeniero Reinhold Mack en la grabación; todos quedaron contentos con el resultado, y la canción se transformó convirtiéndose en una de las más importantes del grupo y en una de las que mejores posiciones lograron en las listas mundiales de éxitos.

## Recepción
"Under Pressure" ha sido aclamado por la crítica desde su lanzamiento, con múltiples publicaciones clasificándolo entre las mejores canciones de Queen y Bowie y entre las mejores canciones de todos los tiempos. En una reseña de Hot Space, Stephen Thomas Erlewine de AllMusic calificó a "Under Pressure" como la "gracia salvadora innegable" del álbum y "la única razón por la que la mayoría de los oyentes recuerdan este álbum". Describió la canción como "un dúo absolutamente majestuoso y de otro mundo... que recupera la gracia sin esfuerzo del pico de Queen a mediados de los 70, pero se subraya con un corazón melancólico que realmente le afecta y que le da un calor humano genuino que no se escucha en gran parte de su música". Del mismo modo, Ned Raggett de AllMusic describió la canción como "antímica, llamativa y de buen corazón, un claro destacado para ambos actos".
Después de la muerte de Bowie en 2016, Jack Hamilton de Slate llamó a "Under Pressure" una "obra maestra" y es un recordatorio al público de que Bowie podría ser "maravillosamente poderoso". Jack Whatley escribió para Far Out Magazine "con todo la animosidad, el vino, la cocaína y las batallas vocales que ayudaron a unir la canción, lo que queda es una canción pop increíblemente poderosa y conmovedora que probablemente no veremos en nuestras vidas. Los dos monstruos de Freddie Mercury y David Bowie chocan aquí con precisión perfecta y enriquecedora".
La edición de septiembre de 2005 de la revista de música en línea Stylus destacó la línea de bajo como la mejor en la historia de la música popular. En noviembre de 2004, el crítico de música Stylus Anthony Miccio comentó que "Under Pressure" "es la mejor canción de todos los tiempos" y lo describió como "opus" de Queen. En 2012, Slant Magazine incluyó "Under Pressure" como el 21.er mejor sencillo de la década de 1980.

## Vídeo musical
El vídeo de la canción no presenta a Queen ni a David Bowie debido a compromisos de gira. Tomando el tema de la presión, el director David Mallet editó juntos imágenes de atascos, trenes de pasajeros llenos de pasajeros, explosiones, disturbios, autos aplastados y varias piezas de filmaciones de películas mudas de la década de 1920, especialmente la influyente película soviética Battleship de Sergei Eisenstein. Potemkin, el silencioso Dr. Jekyll y Mr. Hyde protagonizados por John Barrymore, y Nosferatu de FW Murnau, una obra maestra del movimiento expresionista alemán. El vídeo explora la mentalidad de olla a presión de una cultura dispuesta a hacer la guerra contra las máquinas políticas, y al mismo tiempo amar y divertirse (también hay imágenes de multitudes disfrutando de conciertos y muchas escenas de besos en blanco y negro). Top of the Pops se negó a mostrar el vídeo debido a que contenía imágenes de explosiones en Irlanda del Norte, por lo que se mostró una actuación coreografiada. En 2003, la revista Slant clasificó el número 27 "Under Pressure" entre los 100 mejores vídeos musicales de todos los tiempos.

## Lista de canciones del sencillo

### 7": EMI / EMI 5250 (UK)
Lado uno
1. "Under Pressure" (Mercury, Taylor, Deacon, May, Bowie) - 4:08

Lado dos
1. "Soul Brother" (Mercury, Taylor, Deacon, May) – 3:38

### 7": Elektra / E-47235 (US)
Lado uno
1. "Under Pressure" (Mercury, May, Taylor, Deacon, Bowie) – 4:08

Lado dos
1. "Soul Brother" (Mercury, May, Taylor, Deacon) – 3:38

### 1988 3" CD: Parlophone / QUECD9 (UK)
1. "Under Pressure" – 4:08
2. "Soul Brother" – 3:40
3. "Body Language" – 4:33

EMI lanzó en 1988 otra versión del sencillo, con "Body Language" como lado B (B-side).

## Créditos
Productores originales: 
- Queen
- David Bowie
- Escrita por: Queen y David Bowie
- Producida por: Queen y David Bowie

Músicos en versión original:
- Músicos:
- Freddie Mercury: voz líder principal y coros, piano, órgano Hammond, sintetizador, palmas, chasquido de dedos
- David Bowie: voz líder principal y coros, sintetizador, palmas, chasquido de dedos
- Brian May: guitarra eléctrica, palmas, chasquido de dedos
- John Deacon: bajo, guitarra adicional, palmas, chasquido de dedos
- Roger Taylor: batería, voces y coros, palmas, chasquido de dedos
- David Richards: órgano, sintetizador

## Presentaciones en vivo
Hay una versión previa que se puede escuchar por partes a modo de ensayo en el concierto de Puebla en México, estando la estructura y la letra están prácticamente completas. Solamente Queen incorporó la canción en sus presentaciones en vivo en ese entonces. David Bowie eligió no presentar la canción ante una audiencia hasta el concierto de 1992 que era un tributo a Freddie Mercury, cuando él y Annie Lennox lo cantaron como dueto (acompañados por el resto de los miembros de Queen que quedaban). Sin embargo, desde la muerte de Freddie Mercury y del «Outside tour» en 1995, Bowie ha cantado o cantaba la canción virtualmente en cada una de sus presentaciones en vivo, en donde la bajista Gail Ann Dorsey hacía la parte vocal de Mercury. La canción también fue presentada en el «A Reality Tour» hecho por Bowie entre los años 2003 y 2004, con frecuencia se la dedicaba a Mercury. Queen + Paul Rodgers también han tocado recientemente la canción. Bowie y Mercury nunca cantaron la canción juntos en vivo, por lo tanto Roger Taylor siempre hacía las partes de Bowie, pero a veces Mercury cantaba la canción totalmente solo y transformaba la canción desde una balada hasta una pieza pesada de rock. Otra diferencia de o entre la versión de estudio y de una en vivo estaba en el final de la canción, en el o en la que decían “este es nuestro último baile” dos veces en lugar de una.

### Notables grabaciones en vivo
- Queen primero grabó por primera vez una versión en vivo de la canción en «Forum de Montreal» en Canadá el 24 de noviembre de 1981. Ésta fue incluida en el concierto-película conocida cómo "«We Will Rock You»" y después conocida cómo Queen Rock Montreal. Por cierto, es una de las pocas veces en concierto en que Mercury usó el falsete en la canción de la línea "estos son los días en que nunca llueve pero llueve".

- Una segunda versión en vivo de la canción fue grabada en «Milton Keynes, Inglaterra, en 1982. Esta versión fue lanzada en 2004 en el álbum en vivo y posteriormente en el DVD "Queen on Fire - Live at the Bowl". Antes del concierto, circulaban rumores de que Bowie aparecería con o acompañaría a Queen en la canción para cantar sus partes en el escenario, pero lo más probable, probablemente es que ni siquiera asistiera o asistió al concierto.
- En septiembre de 1982, la banda interpretó la canción durante una aparición en el estreno de la octava temporada de Saturday Night Live, que resultó ser la última presentación en vivo de Freddie Mercury con Queen en los Estados Unidos.

- Después, más tarde, Queen grabó una tercera versión en vivo de la canción en el Estadio de Wembley, Londres, en 1986. Esta fue lanzada en el álbum en vivo/DVD "Live at Wembley Stadium", que pertenece a la segunda noche en ese estadio. Otra versión de esta misma gira (del concierto de Queen en Budapest) es la que apareció en forma editada en el álbum "Live Magic" en 1986, esta versión fue tocada en Budapest, Hungría. Una grabación tomada del último concierto de Queen en Knebworth Park en 1986, aparece, aunque en forma remezclada, como un lado B del segundo CD sencillo de la versión "Rah Mix" de esta canción, lanzada en 1999.
- Durante el concierto de Freddie Mercury Tribute en 1992, los miembros sobrevivientes de Queen junto con Bowie y Annie Lennox (cumpliendo el papel de Mercury) interpretaron la canción. El concierto fue lanzado más tarde en DVD en 2002 para el décimo aniversario.

- Una versión fue grabada por la banda en vivo de David Bowie en 1995 y se lanzó o fue lanzada como en el disco extra bonus incluido con algunas versiones en el álbum de "Outside - Version 2". Esta versión en vivo de esta grabación también se lanzó y aparece en el sencillo "Hallo Spaceboy" en 1996.
- La actuación de Bowie el 25 de junio de 2000 de la canción en el Festival de Glastonbury se lanzó en 2018 en Glastonbury 2000.
- El DVD A Reality Tour de Bowie (2004) y el álbum A Reality Tour (2010) incluyen una versión en vivo de noviembre de 2003 del A Reality Tour, grabado en Dublín, con la bajista de Bowie Gail Ann Dorsey cantando las partes de Mercury.
- El 2006 VH1 Rock Honors en el Mandalay Bay Events Center en Las Vegas, presentó a Queen + Paul Rodgers interpretando "Under Pressure" junto con "The Show Must Go On", "We Will Rock You" y "We Are the Champions" transmisión en vivo.
- Una presentación fue dada por Queen en Budapest y tocaron la canción media nota más arriba que lo normal.

- La última presentación en vivo de esta canción fue tocada en el Knebworth Park; en lo que sería el último concierto con la alineación original, está versión fue editada como Under Pressure (Knebworth Mix), que es la grabación original mezclada con efectos en la voz.

- Una versión ha sido editada en vídeo recientemente en la edición del 25 aniversario de los 2 conciertos en el Wembley Stadium, esta versión pertenece al primer concierto de Wembley (11-07-1986).

## Otros lanzamientos
- Inicialmente fue lanzada en los Estados Unidos (US) por la compañía "Elektra Records US" y en Canadá fue lanzada e incluida en el disco "Queen's Greatest Hits" como una nueva canción.

- La canción fue incluida y lanzada como pista extra de bonus track en el álbum "Let's Dance" de David Bowie de 1995.

- Una versión remezclada (la llamada “Rah Mix") fue publicada en diciembre de 1999 para promover el disco "Greatest Hits III" de "Queen", alcanzando el puesto número #14 en la lista de sencillos británicos en los UK singles chart.

- Hollywood Records remezclaron o remezcló la canción en 1992 para incluirla en su disco "Classic Queen". Esta versión tiene mejor calidad de sonido, pero quita la frase de Freddie Mercury que dice: "that's okay!", aproximadamente a las 0:53.

- También ha aparecido en varios discos compilatorios de David Bowie:
  - "Bowie: The Singles 1969-1993" (1993)
  - "The Singles Collection" (1993)
  - "Best of Bowie" (2002)

- La versión original única aparece en el disco tres de Bowie's The Platinum Collection (2005). Este disco fue lanzado posteriormente por separado como The Best of David Bowie 1980/1987 (2007).
- La versión única original también aparece en Bowie's Nothing Has Changed (2014), Legacy (2016) y la compilación Re: Call 3 incluida en A New Career in a New Town (1977–1982) (2017).
- Una versión instrumental aparece en el menú del DVD "Greatest Video Hits 2", y en "Greatest Karaoke Hits".
- También ha sido interpretada, pero sin la letra, por la Royal Philharmonic Orchestra.

- Fue lanzada en el Reino Unido en el álbum "Greatest Hits II" en 1991 de Queen (versión que luego sería incluida o que serían incluidos más adelante en "The Platinum Collection" (2000, 2002, 2003, y 2011)) en una versión que elimina quitando la segunda vez que David Bowie canta y dice:, “este es nuestro último baile”.

- Fue remezclada por 50 Cent en o con la canción "High All the Time".
- La banda británica Keane grabó un cover de la canción dentro de su CD sencillo The Night Sky.
- Las bandas estadounidenses My Chemical Romance y The Used grabaron un cover de esta canción a fines del año 2005, que aparece en el álbum In Love and Death (álbum de The Used).

## En la cultura popular

### Series en las que ha sido tocada
- Tocada en el aviso de "Rescue Me".
- Tocada en el primer episodio de "Judging Amy".
- Tocada en un episodio de "Ally McBeal".
- Tocada en un episodio de "Clueless".
- Tocada en un episodio de "Scrubs". Episodio 2x09 "Mi día de suerte"
- Tocada en un episodio de "Eyes".
- Tocada en un episodio de la segunda temporada de "Cold Case" ("Caso Abierto"). Capítulo 17: "Schadenfreude".
- Tocada en un episodio de "Everybody Hates Chris".
- Tocada en el capítulo piloto de "Studio 60 on the Sunset Strip".
- Tocada en un episodio de la décima temporada de "CSI: Crime Scene Investigation".
- Tocada en el capítulo piloto de "In Case of Emergency".
- Tocada en la segunda temporada de la serie "Dirty Sexy Money".
- En 2011 The Glee Project la cantó en el episodio 6 con "Ice Ice Baby".
- En Chile, Tocada en la parodia de la canción de El club de la comedia Pechos - Freddy Mercurio.
- Cantada por los personajes principales de la serie The magicians episodio 9 de la tercera temporada.

### Programas en los que ha sido tocada
- Tocada en FOX durante el juego "2003 American League Championship Series".
- Tocada en ESPN durante la presentación de "2006 NFL Draft".
- Tocada en "Newsnight" en la BBC.

### Películas en las que ha sido tocada
- Tocada en la película "A New Life".
- Tocada en la película "Grosse Pointe Blank".
- Tocada en la película "The End".
- Tocada en la película "It's Kind of a Funny Story" (los propios personajes de la película la tocan y cantan), inicialmente como una "tapa" por parte de los pacientes en una clase de musicoterapia en una sala psiquiátrica de la ciudad de Nueva York, que la película transformó en la canción auténtica "interpretada" por los pacientes, vestidos con glamour, en una secuencia imaginaria cercana al estilo de un vídeo musical (con la voz e instrumentación original de David Bowie y Queen).
- Tocada en la película "The Players Club".
- Tocada en la película "Stepmom".
- Tocada en la película "40 Days and 40 Nights".
- Tocada en la película "The Girl Next Door".
- Tocada en la película "I Now Pronounce You Chuck and Larry".
- Tocada en la película "Cheaper By the Dozen 2".
- Tocada en la película "The Heartbreak Kid".
- Tocada en la película del 2009 "World's Greatest Dad" con Robin Williams, dirigido por Bobcat Goldthwait.
- Formó parte del repertorio de la película "Happy Feet Two" en 2011, la canción también fue lanzada en la banda sonora de la película.
- En 2015 formó parte en los créditos de Take Me To The River.
- En 2016 formó parte del soundtrack original de la película "Sing".
- En 2022 formó parte de la Banda Sorona Original de la película "Aftersun".

### Anuncios en los que ha sido tocada
- Tocada en el comercial de E.R del Warner Bros.
- Tocada en un comercial para "Saved!".
- Tocada en el tráiler de "Adaptation".
- Tocada en un comercial de "Zales Jewelry".
- Tocada en el tráiler de la película de 2015 "Minions".
- Tocada en un promo de "PGA".
- Tocada en un comercial costarricense de Coca-Cola dónde se ve gente con diferentes dificultades.
- La canción apareció en un anuncio de televisión francés para el banco LCL en 2018.
- La canción aparece en el tráiler de la miniserie de 2019 Good Omens.
- Aparece en un comercial de 2020 para el Portal por parte de Facebook.
- Tocada en el tráiler de la película de 2025 "Thunderbolts*".

### Documentales en los que ha sido tocada
- Tocada en el documental de VH1 llamado "The Drug Years".

### Videojuegos en los que ha sido incluida
- Incluida en el "Karaoke Revolution Volume 3" para PS2.
- Tema principal de "Pro Evolution Soccer 6"
- Incluida en el videojuego "Guitar Hero 5". También ha sido interpretada, pero sin la letra, por la Royal Philharmonic Orchestra.

## Versiones decover
- Orquesta Filarmónica Real - The Queen Collection (1982)

- En 1990, el rapero Vanilla Ice utilizó el sampleo de "Under Pressure" y lanzó la canción en su disco de canción Ice Ice Baby pero no le dio el crédito a Queen y a Bowie. En respuesta a las críticas, dijo que solamente le agregó una nota más, y que por lo tanto esa canción podría considerarse como suya. Después de una amenaza de demanda judicial, el asunto fue resuelto fuera de la corte, y como consecuencia Bowie y todos los miembros de Queen fueron acreditados como autores.

- La canción fue lanzada en el disco compilatorio de "Small Brown Bike" y "The Casket Lottery" también apareció en el álbum "Reservoir Songs" de "Crooked Fingers".

- Orquesta Sinfónica de Londres - Plays the Music of Queen (1994)

- Culture Beat - Queen Dance Traxx I (1996)

- Kween - Rhapsody from Heaven (1996)

- Fobia - Tributo a Queen: los grandes del rock en español (1997). Grupo mexicano que junto con otros roqueros latinos rindieron tributo a Queen.

- The Flaming Lips - En vivo

- Pennywise

- The Blood Brothers - En vivo

- Joss Stone - Killer Queen: A Tribute to Queen (2005)

- Bobby Flynn -  Australian Idol 4 (2006)

- The Used y My Chemical Romance (2005) (véase «Under pressure (versión de My Chemical Romance y The Used)»).

- 50 Cent - mezclada con "High All the Time".

- Smash Mouth - Soundtrack de la película Zoom (2006)

- Keane interpretó esta canción en un álbum recopilatorio hecho por BBC Radio 1 (Inglaterra) para celebrar su 40.º aniversario. Este cover también está en el sencillo de la banda The Night Sky (2007).

- Los Teleñecos interpretan esta canción en un anuncio para televisión de la red social Google+

- Daniel Diges e Ignasi Vidal añadieron Under Pressure al repertorio de su espectáculo Póker de Voces, en el que lo interpretan a dúo.

- Foo Fighters tocó junto a Roger Taylor de Queen y John Paul Jones de Led Zeppelin una versión muy particular de “Under Pressure”. El encuentro se dio durante el show que los Foo Fighters dieron en el National Bowl, de Milton Keynes, en las afueras de Londres. En otros shows, interpretan una versión de "Under Pressure" con Taylor Hawkins en la voz, y Dave Grohl en la batería, también cuentan shows con invitados como Roger Taylor, Chad Smith de Red Hot Chili Peppers, o incluso, algún espectador del público.

## Gráficos
- En el Reino Unido, "Under Pressure" fue el segundo éxito número uno de Queen y el tercero de Bowie. El éxito de Queen "Bohemian Rhapsody" alcanzó el número uno en noviembre de 1975, solo dos semanas después de que "Space Oddity" de Bowie hiciera lo mismo. Bowie también encabezó las listas británicas en agosto de 1980 con "Ashes to Ashes", su propia canción de respuesta a "Space Oddity".

## Controversia de muestreo "Ice Ice Baby"
Más información: Lista de canciones que han sido objeto de disputas de plagio.
La controversia surgió cuando Vanilla Ice probó la línea de bajo para su sencillo de 1990 "Ice Ice Baby". Inicialmente, negó la acusación y luego dijo que la había modificado, pero originalmente no pagó crédito de composición o regalías a Queen y Bowie. Una demanda resultó en que Bowie y todos los miembros de Queen recibieran crédito de composición para la muestra. Vanilla Ice más tarde afirmó que compró los derechos de publicación de "Under Pressure", diciendo que comprar la canción tenía más sentido financiero que pagar regalías, pero un portavoz de Queen aclaró que la declaración de Vanilla Ice era inexacta.

## Curiosidades
- La mañana del 14 de diciembre de 2004, Under Pressure fue tocada en la Estación Espacial Internacional. También los integrantes del vuelo STS-116 eligieron esta canción para despegar.

## Posicionamiento en listas y certificaciones
| \| Lista (1981) \| Mejor posición \| \| ------------------------------------------ \| -------------- \| \| Alemania (Media Control AG)[2] \| 21 \| \| Austria (Ö3 Austria Top 40)[3] \| 10 \| \| Bélgica (Flandes) (Ultratop 50)[4] \| 5 \| \| Canadá (RPM Top Singles)[5] \| 3 \| \| Estados Unidos (Billboard Hot 100)[6] \| 29 \| \| Estados Unidos (Mainstream Rock Tracks)[6] \| 7 \| \| Francia (SNEP)[7] \| 51 \| \| Irlanda (IRMA)[8] \| 2 \| \| Italia (FIMI)[9] \| 20 \| \| Noruega (VG-lista)[10] \| 5 \| \| Nueva Zelanda (Recorded Music NZ)[11] \| 6 \| \| Países Bajos (Dutch Top 40)[12] \| 1 \| \| Reino Unido (UK Singles Chart)[13] \| 1 \| \| Suecia (Sverigetopplistan)[14] \| 10 \| \| Suiza (Schweizer Hitparade)[15] \| 10 \| |                |
| Lista (1981) | Mejor posición |
| Alemania (Media Control AG) | 21             |
| Austria (Ö3 Austria Top 40) | 10             |
| Bélgica (Flandes) (Ultratop 50) | 5              |
| Canadá (RPM Top Singles) | 3              |
| Estados Unidos (Billboard Hot 100) | 29             |
| Estados Unidos (Mainstream Rock Tracks) | 7              |
| Francia (SNEP) | 51             |
| Irlanda (IRMA) | 2              |
| Italia (FIMI) | 20             |
| Noruega (VG-lista) | 5              |
| Nueva Zelanda (Recorded Music NZ) | 6              |
| Países Bajos (Dutch Top 40) | 1              |
| Reino Unido (UK Singles Chart) | 1              |
| Suecia (Sverigetopplistan) | 10             |
| Suiza (Schweizer Hitparade) | 10             |